# Robert-Schuman-Platz
Der Robert-Schuman-Platz ist ein Platz im Bonner Ortsteil Hochkreuz im Norden des Stadtbezirks Bad Godesberg. Er wurde nach dem französischen Ministerpräsidenten Robert Schuman benannt.

## Beschreibung
Der polygonale Platz ist mit grauen Verbundsteinen und Kopfsteinpflaster gepflastert und liegt oberhalb einer Tiefgarage etwa 1,50 m über Geländeniveau auf zwei Ebenen, die mit einer roten Rampe verbunden sind. Er befindet sich im südlichen Teil des heutigen Bundesviertels und ehemaligen Regierungsviertels und war dort nach dem Tulpenfeld-Ensemble („Allianzplatz“) im Nordteil die zweite architektonisch einheitlich gestaltete öffentliche Platzanlage.

## Bebauung

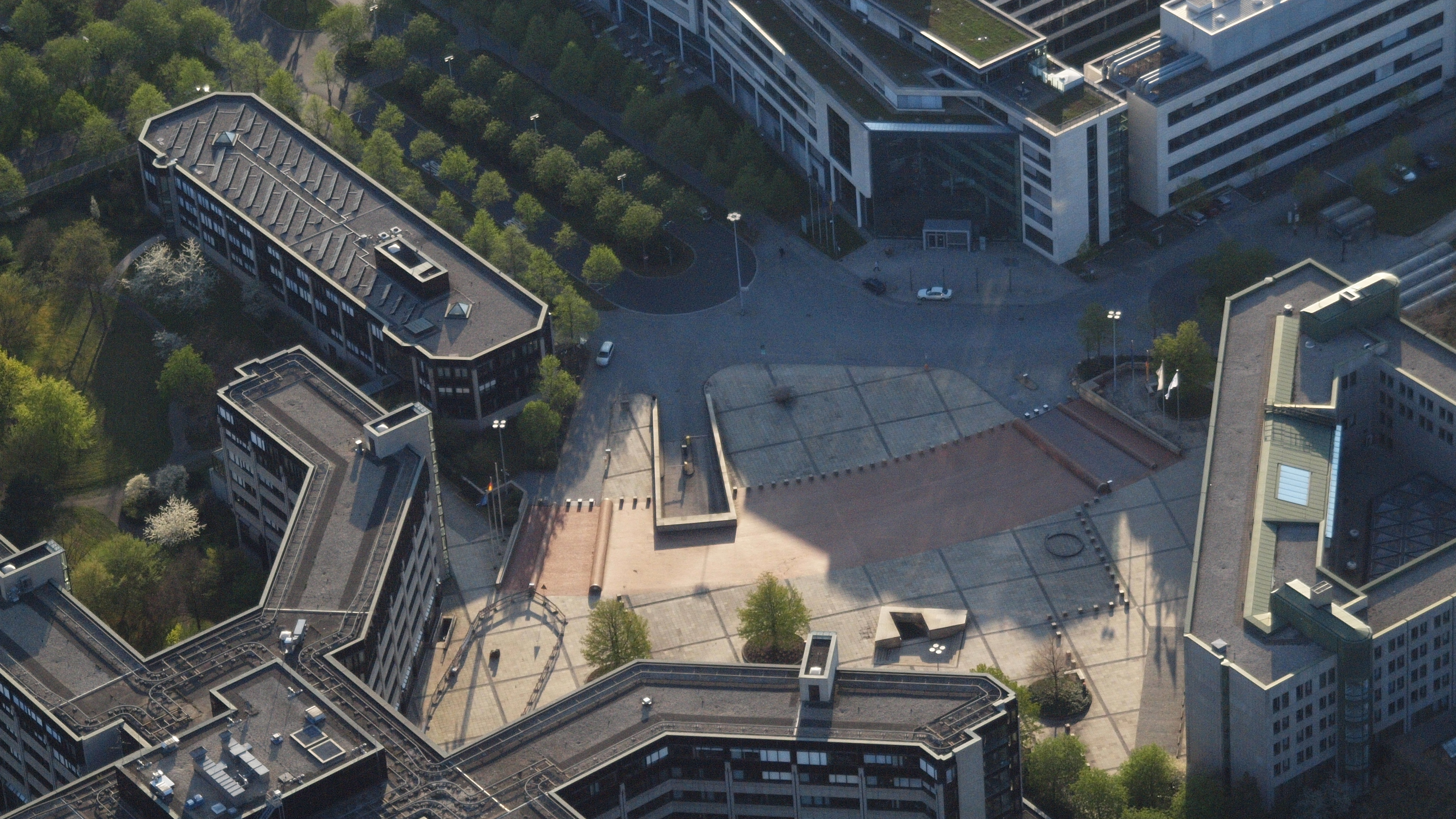
Luftaufnahme des Platzes

Der Platz ist fast vollständig umbaut. Im Nordosten und im Südosten befinden sich zwei Gebäudekomplexe des Bundesministeriums für Digitales und Verkehr und des Bundesministeriums für Umwelt, Naturschutz, nukleare Sicherheit und Verbraucherschutz (Entwurf: Heinle, Wischer und Partner). Im Südwesten liegt die Hauptverwaltung des Bundeseisenbahnvermögens, im Nordwesten das Bundesinstitut für Arzneimittel und Medizinprodukte (Entwurf: Heinle, Wischer und Partner). Im Westen führt die Kurt-Georg-Kiesinger-Allee auf den Platz und bietet eine Zufahrt zur Tiefgarage des Bundesverkehrsministeriums, im Osten führt ein Fußweg zur Rheinaue. Den Nordausgang bildet ein großes Rondell.

## Geschichte
Der Platz und die umliegenden Gebäude entstanden ab 1983 als Teil der Planungen für den Ministerienstandort Godesberg-Nord, für den 1978 ein erster städtebaulicher Wettbewerb ausgerichtet worden war. Es handelte sich nach den öffentlich unzugänglichen Kreuzbauten um das erste städtebauliche Ensemble im Südteil des damaligen Regierungsviertels. Für die Gestaltung des bundeseigenen Platzes lobte die Bundesbaudirektion 1983 einen beschränkten Kunstwettbewerb aus, bei dem das Preisgericht unter Vorsitz von Thomas Grochowiak den Münchner Bildhauern Alf Lechner und Leo Kornbrust den 1. Preis zusprach. Die Benennung des Platzes erfolgte auf Beschluss des Hauptausschusses der Stadt Bonn am 12. Juni 1986. Die Gestaltung und Bebauung des Platzes wurde mit Postministerium (1983–87) und Verkehrsministerium (1986–89) bis Ende der 1980er-Jahre abgeschlossen. Einzig das Bundesinstitut für Arzneimittel und Medizinprodukte wurde erst 2002 fertiggestellt und 2010/2011 aufgestockt. Das Nordostgebäude war zwischen 1988 und 1997 Sitz des Bundesministeriums für Post und Telekommunikation und dann bis 2002 Sitz der Deutschen Post AG.

## Verkehr
Im Norden liegt ein Zugang zur unterirdisch gelegenen Stadtbahn-Haltestelle Robert-Schuman-Platz (ursprünglich Heinemannstraße). Die Haltestelle ist Teil der 1981 eröffneten Teilstrecke durch die Rheinaue und über die Südbrücke nach Ramersdorf, die unter dem Platz verläuft. Der untere Teil des Platzes wird von Bediensteten der Bundesministerien angefahren, um in die Tiefgarage zu gelangen sowie von mehreren Buslinien der Stadtwerke Bonn. Der obere Teil des Platzes ist nur für den Lieferverkehr freigegeben.

## Öffentliche Kunst
Im Nordosten des Platzes lag eine von Alf Lechner als Kunstwerk geschaffene Eisenspirale (Aufstellung 1988), die mittlerweile auf den Parkplatz des Bundesministeriums für Umwelt, Naturschutz, nukleare Sicherheit und Verbraucherschutz verlagert wurde. Im Westen steht eine riesige rote Granitkugel (Aufstellung 1989), ein Kunstwerk von Leo Kornbrust. Beide Kunstwerke sind bzw. waren als Bezugspunkte eines geometrischen Systems konzipiert.

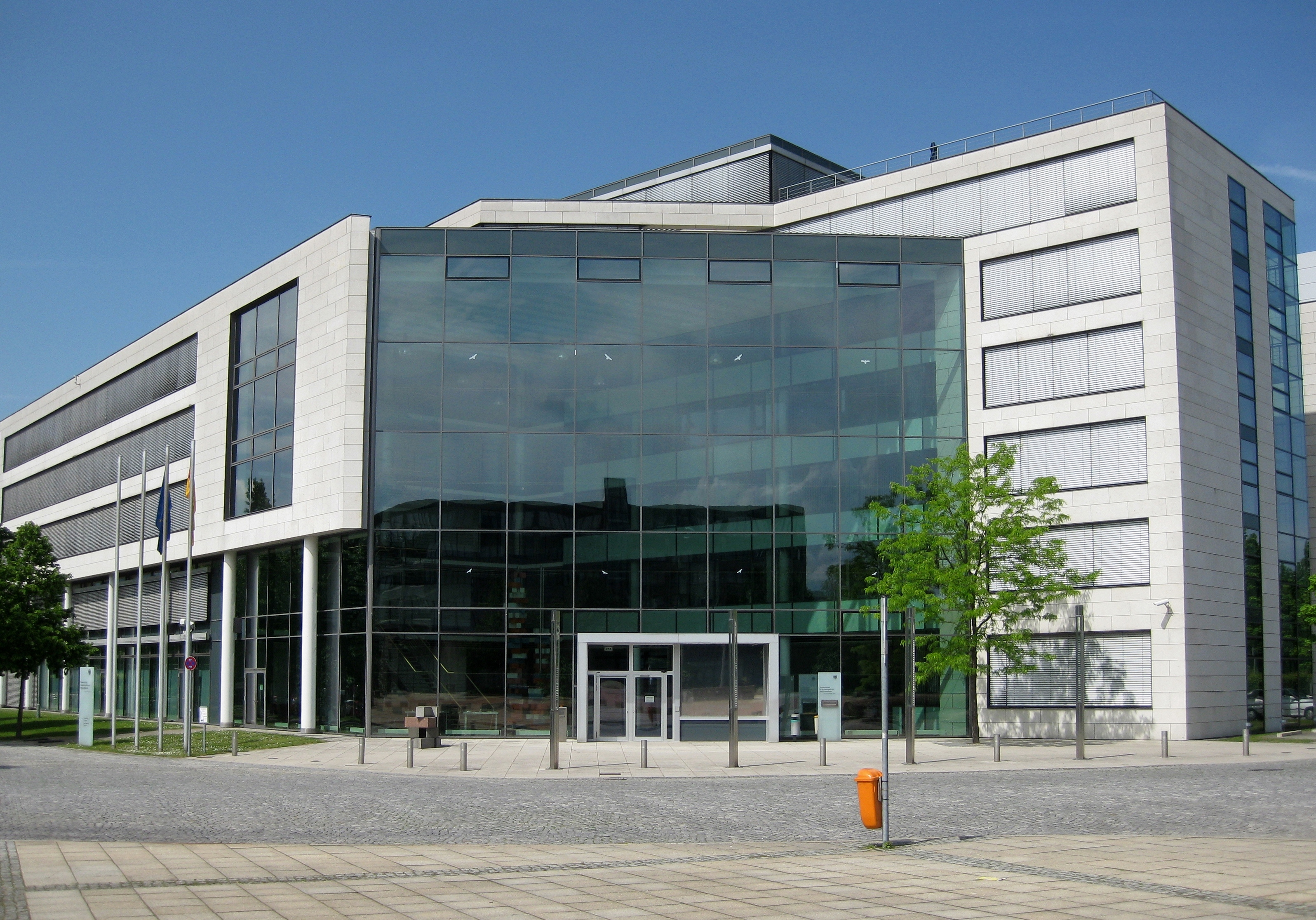
Bundesinstitut für Arzneimittel und Medizinprodukte
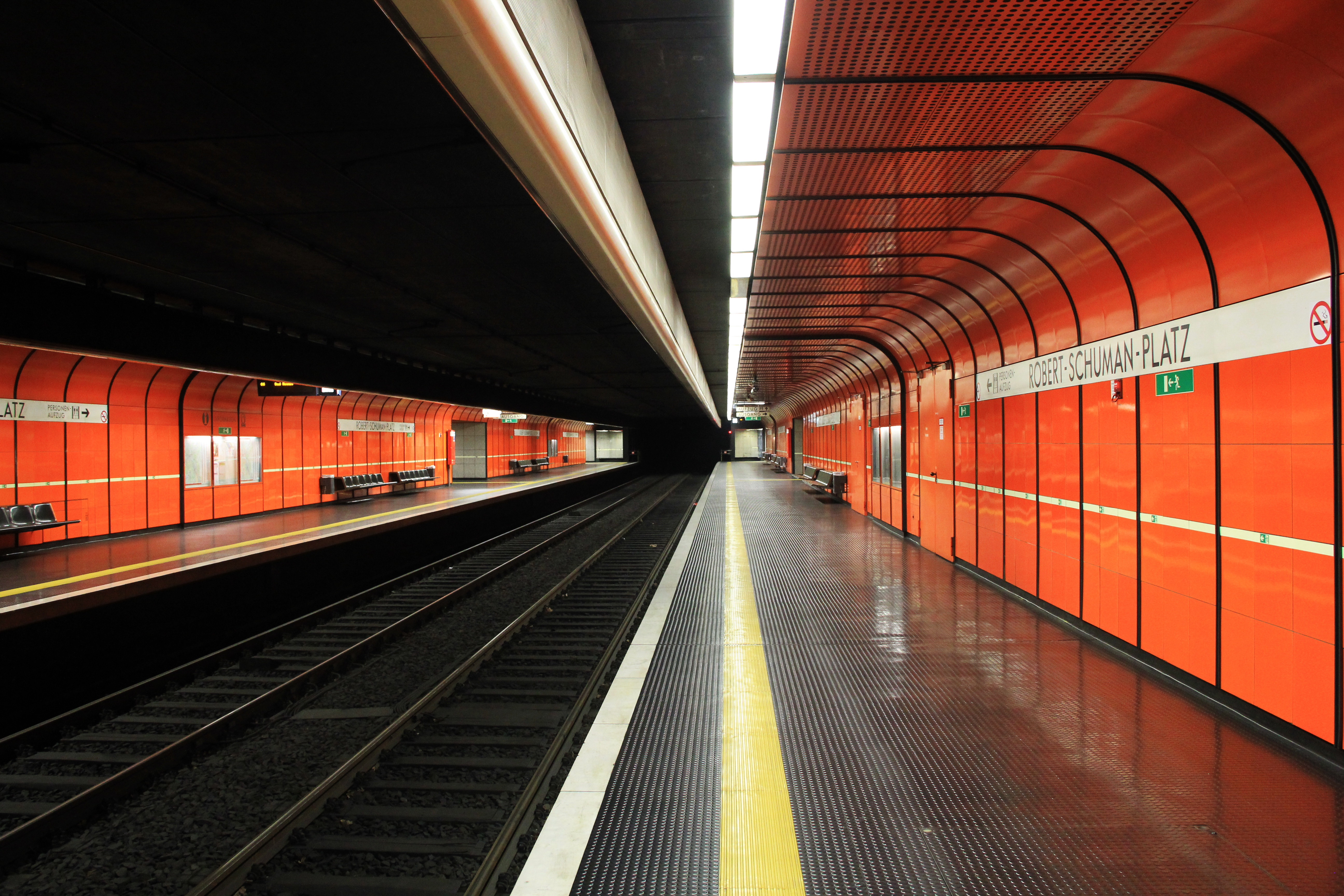
U-Bahnhof Robert-Schuman-Platz
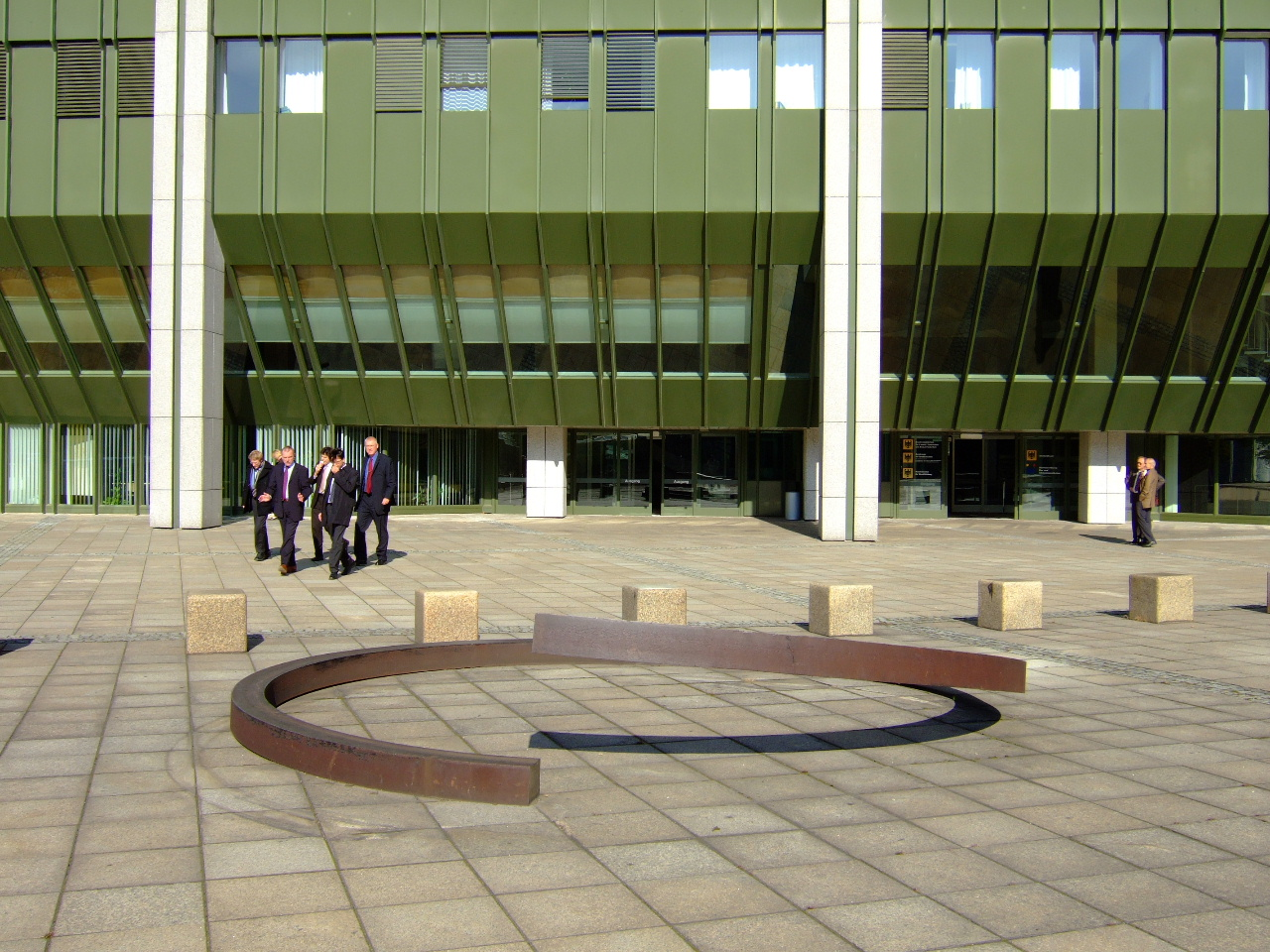
Alf Lechner: o.T.
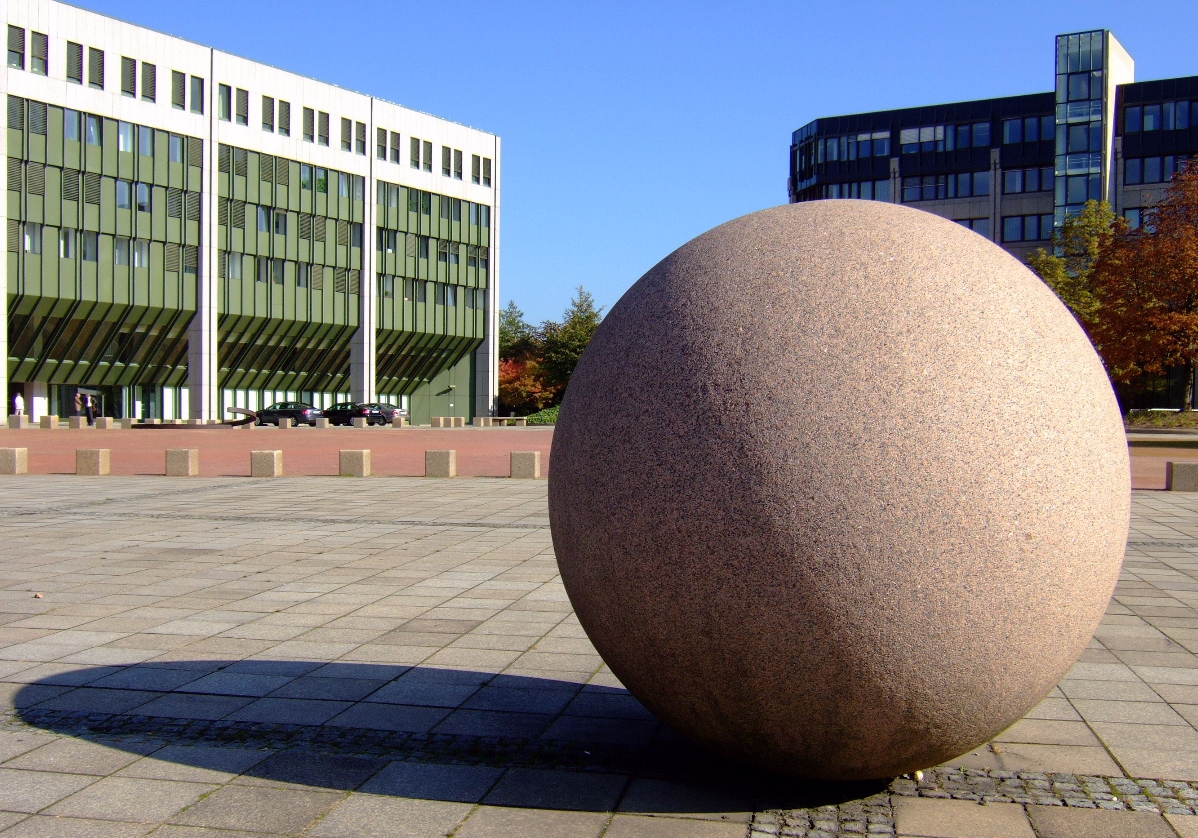
Leo Kornbrust: Kugel